# النول (رواية)
النول هي رواية للكاتب محمد ديب صدرت عام 1957 عن دار النشر سوي. وهي الجزء الثالث من ثلاثية الجزائر، والعملان الآخران هما الحريق والدار الكبيرة.

## القصة
يُكمل ديب لوحة الواقع الجزائري المُؤلم في ظل الاستعمار الفرنسي، بوصوله إلى الجزء الثالث والأخير، "النول" من ثلاثيته «الدار الكبيرة، الحريق، النول».
يُجسّد شخصية عمر، بطل روايتيْ محمد ديب «الدار الكبيرة» و«الحريق»، مسيرة حياة شاب جزائري نشأ في ظل ظروفٍ اجتماعيةٍ وسياسيةٍ صعبةٍ خلال فترة الاستعمار الفرنسي. تبدأ حكاية عمر في عام 1940، حيثُ نراه يتعلم مهنة النسيج في قبوٍ بائسٍ وخانقٍ، حيث يُصوّر القبو المُظلم واقع المجتمع الجزائري آنذاك، حيثُ كان يعاني من الجوع والفقر والقهر تحت وطأة الاستعمار، على الرغم من الظروف الصعبة، نجد نقاشاتٍ تدور بين النساجين حول مستقبلٍ أفضل، ممّا يُعبّر عن شعلة الأمل التي كانت تُضيء في قلوب الجزائريين.
ينتقل بنا ديب في "النول" إلى مدينة تلمسان، لنتعرف على قطاع العمال، ونُعاين واقعهم الاجتماعي والاقتصادي المُزري، ويُجسّد مصنع النسيج في الرواية رمزًا لقهر الاستعمار، حيثُ يُجبر العمال على العمل في ظروفٍ قاسيةٍ مقابل أجرٍ زهيدٍ. و تُظهر الرواية الصراعات الداخلية التي يعيشها عمال المصنع، بين رغبةٍ في الكفاح من أجل حقوقهم، وخوفٍ من بطش الاستعمار.

## تحليل
يُقدم محمد ديب في الجزء الثالث من ثلاثيته "النول" صورةً واقعيةً مُتناهية الدقة لنوعين من الشخصيات التي عاشت في الجزائر خلال الفترة الاستعمارية: عمال مصنع النسيج، والمتسولون.
- يُجسّد عمال مصنع النسيج تنوعًا في الانتماءات الفكرية والعقدية، من مؤمنين وملحدين إلى أطفال يبحثون عن طريقهم في الحياة ويُشارك عمال المصنع قاسمًا مشتركًا هو العمل الشاق والمرهق في ظروفٍ قاسيةٍ مقابل أجرٍ زهيدٍ لا يُلبي احتياجاتهم.وتُظهر الرواية ملامح التعب والبؤس التي تُغلف وجوه العمال، ممّا يُعبّر عن معاناتهم في ظلّ الاستعمار، وعلى الرغم من ظروفهم الصعبة، يُظهر العمال صبرًا وصمتًا، ممّا يُدلّ على قدرتهم على التحمّل وقلة حيلتهم.[6]

- يُصوّر ديب ملامح المتسولين الشكلية والنفسية والجسدية، من عيونهم الثابتة المسحورة إلى ملامحهم الغائرة وعظامهم الناتئة.، فنتيجةً لسياسة التجويع وسلب الأراضي، ازداد عدد المتسولين في المدن الجزائرية، ممّا يُعبّر عن ضيق المستعمر على الشعب. ويُلاحظ صمت المتسولين وقلة حركتهم، ممّا يُشير إلى ضعفهم وخمولهم نتيجةً للمعاناة.[6]

يُظهر ديب كيف أدّت سياسة التجويع وسلب الأراضي من قبل المستعمر إلى انتشار الفقر والبؤس بين الجزائريين. فنتيجةً للفقر، ترك العديد من الجزائريين المدارس وعملوا في المصانع مقابل أجرٍ زهيدٍ. وأدى الفقر والبؤس إلى انتشار ظاهرة التسول، ممّا يُجسّد حياةً قاسيةً على الأرصفة.

## الشخصيات
- عمر : الشخصية الرئيسة، طفل من المدينة سافر إلى ريف بوبلن[7]
- عمال مصنع النسيج
- المتسولون

## الملاحظات
1. ↑  (بالفرنسية: Le Métier à tisser)‏ النول أو المنسج

### فهرس
1. ↑  صالح 2023
2. 1 2  عيطو 2021، صفحات 1–5
3. ↑  Boukhelou 2015، صفحات 45–58
4. ↑  Ndiaye 2013، صفحات -
5. ↑  Berbaoui 2014، صفحات 93–99
6. 1 2 3 4  نوري 2021، صفحات 761–772
7. ↑  عيطو 2021، صفحة 1.

### معلومات كاملة للمراجع
بالعربية
- صالح، سليمان (16 يوليو 2023). ""الحريق" ونبوءة الثورة الجزائرية.. دور الأدب في قيادة الكفاح". الجزيرة نت. مؤرشف من الأصل في 2024-05-03. اطلع عليه بتاريخ 2024-05-01.
- عيطو، لمياء (3 فبراير 2021). "المحاضرة الرابعة: ثلالثية محمد ديب "النول"" (PDF). مؤرشف (PDF) من الأصل في 2024-05-02. اطلع عليه بتاريخ 2024-05-01.
- نوري، إيمان (25 ديسمبر 2021). "واقعية الاستبداد الكولونيالي في ثلاثية الكاتب محمد ديب". مجلة إشكالات في اللغة و الأدب. ج. 10 ع. 5: 761–772. ISSN:2600-6634. مؤرشف من الأصل في 2024-05-02.

بالإنجليزية
بالفرنسية
- Boukhelou, Fatima (3 Dec 2015). "« Révolution, épreuves initiatiques et symbolique du tissage dans Le Métier à tisser de Mohamed Dib »". الخطاب (بالفرنسية). 1 (20): 45–58. ISSN:1112-7082. Archived from the original on 2020-07-27.
- Ndiaye, Christiane (7 Nov 2013). "Dib et Djaout : le métier à tisser en deux temps". Nouvelle Revue Synergies Canada (بالفرنسية) (6). DOI:10.21083/nrsc.v0i6.2867. ISSN:2292-2261. Archived from the original on 2023-11-14.
- Berbaoui, Nacer (30 Jun 2014). "Écriture de la fragmentation et discontinuité énonciative chez Mohammed Dib dans les romans Le métier à tisser et L'infante maure". Insaniyat / إنسانيات. Revue algérienne d'anthropologie et de sciences sociales (بالفرنسية) (63–64): 93–99. ISSN:1111-2050. Archived from the original on 2018-01-08.